# Farbaute
 For Saturns måne, se Farbauti.
Farbaute (Oldnordisk: Fárbauti, ("som slår hårdt")), er en jætte fra nordisk mytologi. Han er med Laufey fader til Loke, Byleist og Helblindi.